# Elezioni regionali in Sardegna del 2004
Le elezioni regionali in Sardegna del 2004 si sono tenute il 12 e 13 giugno, contestualmente alle elezioni europee. Esse hanno visto la vittoria di Renato Soru, sostenuto dal centro-sinistra, che ha sconfitto Mauro Pili, sostenuto dal centro-destra. La partecipazione elettorale si è attestata al 71,2%.

## Risultati
| Candidati                                                       | Candidati                                                       | Voti                                                            | %     | Liste                                | Voti    | %     | Seggi |
| --------------------------------------------------------------- | --------------------------------------------------------------- | --------------------------------------------------------------- | ----- | ------------------------------------ | ------- | ----- | ----- |
|                                                                 | Renato Soru (Sardegna Insieme) ✔️ Presidente                    | 487 692                                                         | 50,13 | Democratici di Sinistra              | 112 757 | 13,28 | 13    |
| Democrazia è Libertà - La Margherita                            | Renato Soru (Sardegna Insieme) ✔️ Presidente                    | 487 692                                                         | 50,13 | 92 526                               | 10,90   | 10    |       |
| Progetto Sardegna                                               | Renato Soru (Sardegna Insieme) ✔️ Presidente                    | 487 692                                                         | 50,13 | 66 690                               | 7,86    | 7     |       |
| Partito della Rifondazione Comunista                            | Renato Soru (Sardegna Insieme) ✔️ Presidente                    | 487 692                                                         | 50,13 | 35 142                               | 4,14    | 5     |       |
| Socialisti Democratici Italiani                                 | Renato Soru (Sardegna Insieme) ✔️ Presidente                    | 487 692                                                         | 50,13 | 32 245                               | 3,80    | 3     |       |
| Alleanza Popolare-UDEUR                                         | Renato Soru (Sardegna Insieme) ✔️ Presidente                    | 487 692                                                         | 50,13 | 22 610                               | 2,66    | 3     |       |
| Partito dei Comunisti Italiani                                  | Renato Soru (Sardegna Insieme) ✔️ Presidente                    | 487 692                                                         | 50,13 | 16 010                               | 1,89    | 1     |       |
| Italia dei Valori                                               | Renato Soru (Sardegna Insieme) ✔️ Presidente                    | 487 692                                                         | 50,13 | 8 558                                | 1,01    | 1     |       |
| Federazione dei Verdi                                           | Renato Soru (Sardegna Insieme) ✔️ Presidente                    | 487 692                                                         | 50,13 | 7 048                                | 0,83    | –     |       |
| Seggi assegnati alla lista regionale                            | Seggi assegnati alla lista regionale                            | Seggi assegnati alla lista regionale                            | 50,13 | 8                                    |         |       |       |
|                                                                 | Mauro Pili (Sardegna Unita)                                     | 394 271                                                         | 40,53 | Forza Italia                         | 128 563 | 15,14 | 10    |
| Unione dei Democratici Cristiani e di Centro                    | Mauro Pili (Sardegna Unita)                                     | 394 271                                                         | 40,53 | 88 179                               | 10,39   | 7     |       |
| Alleanza Nazionale                                              | Mauro Pili (Sardegna Unita)                                     | 394 271                                                         | 40,53 | 63 001                               | 7,42    | 5     |       |
| Riformatori Sardi                                               | Mauro Pili (Sardegna Unita)                                     | 394 271                                                         | 40,53 | 50 953                               | 6,00    | 4     |       |
| Fortza Paris                                                    | Mauro Pili (Sardegna Unita)                                     | 394 271                                                         | 40,53 | 39 086                               | 4,60    | 3     |       |
| Autonomia Socialista Sardegna                                   | Mauro Pili (Sardegna Unita)                                     | 394 271                                                         | 40,53 | 8 965                                | 1,06    | –     |       |
| Seggio assegnato al candidato presidente classificatosi secondo | Seggio assegnato al candidato presidente classificatosi secondo | Seggio assegnato al candidato presidente classificatosi secondo | 40,53 | 1                                    |         |       |       |
|                                                                 | Giacomo Sanna (Sardegna Libera)                                 | 36 720                                                          | 3,77  | Partito Sardo d'Azione               | 32 859  | 3,87  | 2     |
| Sardigna Natzione                                               | Giacomo Sanna (Sardegna Libera)                                 | 36 720                                                          | 3,77  | 5 031                                | 0,59    | –     |       |
|                                                                 | Mario Floris                                                    | 35 460                                                          | 3,65  | Unione dei Sardi                     | 33 302  | 3,92  | 2     |
| Il Movimento                                                    | Mario Floris                                                    | 35 460                                                          | 3,65  | 3 153                                | 0,37    | –     |       |
| Natura Ambiente Tradizione                                      | Mario Floris                                                    | 35 460                                                          | 3,65  | 901                                  | 0,11    | –     |       |
|                                                                 | Gavino Sale                                                     | 18 638                                                          | 1,92  | Indipendèntzia Repùbrica de Sardigna | 9 724   | 1,15  | –     |
| Totale                                                          | Totale                                                          | 972 781                                                         | 100   |                                      | 849 004 | 100   | 85    |